# Thomas Braune
Thomas Braune (* 14. Januar 1959 in Halle (Saale)) ist ein deutscher ehemaliger Journalist und Berater. Er war von 2004 bis 2015 Regierungssprecher der Landesregierung Brandenburg und davor von 2001 bis 2004 Vorsitzender der Landespressekonferenz Brandenburg.

## Leben

### Ausbildung
Thomas Braune besuchte von 1965 bis 1977 die Schule in Halle (Saale) und erlangte das Abitur. Anschließend volontierte er von 1977 bis 1979 beim Jugendradio DT64 des Rundfunks der DDR und leistete dazwischen den Grundwehrdienst in der Nationalen Volksarmee ab. Von 1979 bis 1983 studierte er Journalistik an der Universität Leipzig und schloss das Studium als Diplom-Journalist ab.

### Berufsweg
Braune arbeitete von 1983 bis 1991 beim DT64 des DDR-Rundfunks in Berlin und war dort ab 1986 Mitbegründer, Redakteur, Reporter, Moderator und stellvertretender Leiter der Sportredaktion. Er wechselte zu Antenne Brandenburg und war von 1991 bis 1995 als Redakteur, Reporter und Moderator der Abteilung Aktuelle Politik und als Chef vom Dienst des Gesamtprogramms in Potsdam tätig. Von 1995 bis 2004 betätigte er sich beim Fernsehen des Ostdeutschen Rundfunks Brandenburg (ab 2003 Rundfunk Berlin-Brandenburg) vor und hinter der Kamera. Er war Moderator des Politik-Magazins Die Woche und der Diskussionsveranstaltung VOR ORT und seit 1997 verantwortlich für die landespolitische Berichterstattung.
Von 2001 bis 2004 war Braune Vorsitzender der Landespressekonferenz Brandenburg im Ehrenamt.
Braune wurde mit Wirkung vom 1. März 2004 unter Ministerpräsident Matthias Platzeck (SPD) als Nachfolger von Erhard Thomas zum Regierungssprecher der Landesregierung Brandenburg. Er schied 2015 aus dem Amt aus und übernahm im Anschluss den Neuaufbau und die Leitung des Landesmarketings in der Staatskanzlei des Landes Brandenburg.